# ولف کان
ولف کان (انگلیسی: Wolf Kahn؛ زادهٔ ۴ اکتبر ۱۹۲۷ – درگذشته ۱۵ مارس ۲۰۲۰) یک نقاش و هنرمند آمریکایی متولد آلمان بود.
کان به واسطه تلفیق سبک‌های واقع‌گرایی (هنر) و پهنه‌رنگ شهرت یافت. وی برنده جایزه کمک هزینه گوگنهایم شده است.